# Forest Grove, Oregon
Forest Grove är en ort i Washington County i delstaten Oregon, USA.